# 北施蒂利亞州阿爾卑斯山脈

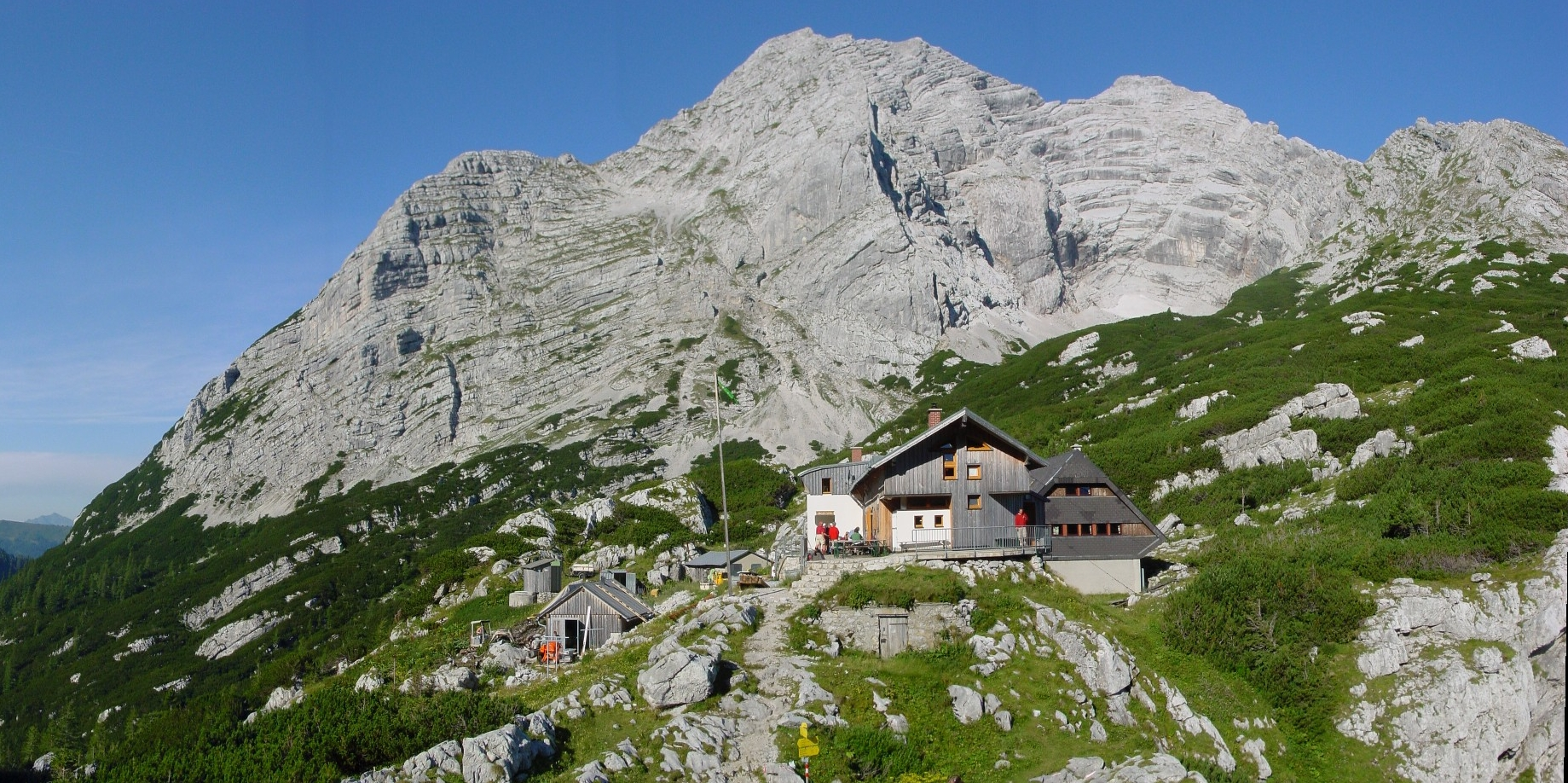

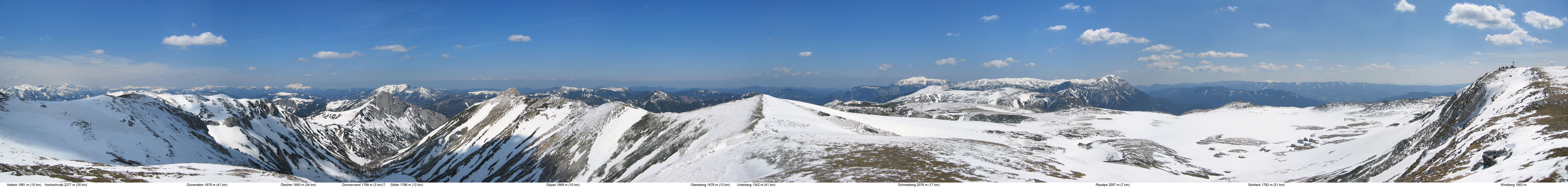

北施蒂利亞州阿爾卑斯山脈是奧地利的山脈，橫跨施蒂利亞州、上奧地利和下奧地利州，最高點海拔高度2,369米，山體由沉積岩組成。